# Monostatični politop
Monostátični politóp (ali tudi unistabíllni poliéder) je v geometriji d-politop, ki »lahko stoji le na eni svoji ploskvi«. Leta 1969 so takšne vrste politopov opisali John Horton Conway, M. Goldberg in Richard Kenneth Guy. Monostatični politop v trirazsežnem prostoru, ki so ga konstruirali, ima 19 ploskev. Leta 2012 je Andras Bezdek odkril rešitev z 18-imi ploskvami, leta 2014 pa je Alexander Reshetov objavil rešitev za telo s 14-imi ploskvami.

## Definicija
Politop se imenuje monostatičen, da kadar je homogeno napolnjen, je stabilen le na eni ploskvi. Ali drugače, politop je monostatičen, če ima njegov centroid (masno središče) ortogonalno projekcijo v notranjosti le ene facete.

## Značilnosti
- noben konveksni poligon v ravnini ni monostatičen. To je pokazal Vladimir Igorjevič Arnold prek redukcije izreka o štirih temenih.
- do rasežnosti 8 monostatični simpleksi ne obstajajo. V razsežnosti 3 je to pokazal Conway. Za razsežnosti do 6 je to pokazal Robert James MacGregor Dawson. Razsežnosti 7 in 8 so izključili Dawson, W. Finbow in P. Mak.
- (R. J. M. Dawson): v razsežnosti 10 in večjih obstajajo monostatični simpleksi.